# Tobias Svantesson
Tobias Svantesson (Malmö, 1º aprile 1963) è un ex tennista svedese.

## Carriera
In carriera ha vinto due titoli di doppio, il Lorraine Open nel 1989, in coppia con il tedesco Udo Riglewski, e gli U.S. Men's Clay Court Championships nel 1989, in coppia con il connazionale Mikael Pernfors. Nei tornei del Grande Slam ha ottenuto il suo miglior risultato raggiungendo il terzo turno nel doppio agli Australian Open nel 1989 e all'Open di Francia nel 1992.

## Statistiche

### Doppio

#### Vittorie (2)
| Numero | Anno           | Torneo                                          | Superficie  | Compagno        | Avversari in finale              | Punteggio     |
| 1.     | 5 marzo 1989   | Lorraine Open, Nancy                            | Cemento     | Udo Riglewski   | João Cunha e Silva Eduardo Masso | 6-4, 6-7, 7-6 |
| 2.     | 14 maggio 1989 | U.S. Men's Clay Court Championships, Charleston | Terra rossa | Mikael Pernfors | Agustín Moreno Jaime Yzaga       | 6-4, 4-6, 7-5 |

#### Finali perse (1)
| Numero | Anno            | Torneo                  | Superficie | Compagno        | Avversari in finale           | Punteggio |
| 1.     | 17 ottobre 1992 | Tel Aviv Open, Tel Aviv | Cemento    | Mark Koevermans | Mike Bauer João Cunha e Silva | 3-6, 4-6  |